# Seznam světových rekordů v plavání
Světové rekordy v plavání jsou nejlepší časy historie, které Mezinárodní plavecká federace (FINA) registruje v jednotlivých disciplínách bazénového plavání. Celkem jsou oficiálně světové rekordy sledovány v 82 plaveckých disciplínách – 40 v dlouhém padesátimetrovém bazénu, 42 v krátkém pětadvacetimetrovém bazénu.

## Rekordy v dlouhém bazénu (50 m) muži
| Disciplína               | Plavec                                                                                            | Čas      | Datum             | Akce                  | Místo     |
| ------------------------ | ------------------------------------------------------------------------------------------------- | -------- | ----------------- | --------------------- | --------- |
| 50 m volný způsob        | Brazílie • César Cielo Filho                                                                      | 20,91    | 18. prosince 2009 | Brazilské mistrovství | São Paulo |
| 100 m volný způsob       | Čína • Pchan Ča-le                                                                                | 46,40    | 31. července 2024 | LOH 2024              | Paříž     |
| 200 m volný způsob       | Německo • Paul Biedermann                                                                         | 1:42,00  | 28. července 2009 | MS 2009               | Řím       |
| 400 m volný způsob       | Německo • Lukas Märtens                                                                           | 3:39.,96 | 12. dubna 2025    | Swim Open Stockholm   | Stockholm |
| 800 m volný způsob       | Čína • Čang Lin                                                                                   | 7:32,12  | 29. července 2009 | MS 2009               | Řím       |
| 1500 m volný způsob      | USA • Bobby Finke                                                                                 | 14:30,67 | 4. srpna 2024     | LOH 2024              | Paříž     |
| 50 m znak                | Rusko • Kliment Kolesnikov                                                                        | 23,55 sf | 27. července 2023 | Ruský pohár           | Kazaň     |
| 100 m znak               | Itálie • Thomas Ceccon                                                                            | 51,60    | 20. červen 2022   | MS 2022               | Budapešť  |
| 200 m znak               | USA • Aaron Peirsol                                                                               | 1:51,92  | 31. července 2009 | MS 2009               | Řím       |
| 50 m prsa                | Spojené království • Adam Peaty                                                                   | 25,95    | 25. července 2017 | MS 2017               | Budapešť  |
| 100 m prsa               | Spojené království • Adam Peaty                                                                   | 56,88    | 21. července 2019 | MS 2019               | Kwangdžu  |
| 200 m prsa               | Čína • Čchin Chaj-jang                                                                            | 2:05,48  | 28. července 2023 | MS 2023               | Fukuoka   |
| 50 m motýlek             | Ukrajina • Andrij Hovorov                                                                         | 22,27    | 1. července 2018  | Sette Colli Trophy    | Řím       |
| 100 m motýlek            | USA • Caeleb Dressel                                                                              | 49,45    | 31. července 2021 | LOH 2021              | Tokio     |
| 200 m motýlek            | Maďarsko • Kristóf Milák                                                                          | 1:50,34  | 20. června 2022   | MS 2022               | Budapešť  |
| 200 m Polohový závod     | Francie • Léon Marchand                                                                           | 1:52,69  | 30. července 2025 | MS 2025               | Singapore |
| 400 m Polohový závod     | Francie • Léon Marchand                                                                           | 4:02,50  | 23. července 2023 | MS 2023               | Fukuoka   |
| 4 × 100 m volný způsob   | USA Michael Phelps (47,51) Garrett Weber-Gale (47,02) Cullen Jones (47,65) Jason Lezak (46,06)    | 3:08,24  | 11. srpna 2008    | LOH 2008              | Peking    |
| 4 × 200 m volný způsob   | USA Michael Phelps (1:44,49) Ricky Berens (1:44,13) David Walters (1:45,47) Ryan Lochte (1:44,46) | 6:58,55  | 31. července 2009 | MS 2009               | Řím       |
| 4 × 100 m Polohový závod | USA Ryan Murphy (52,31) Michael Andrew (58,49) Caeleb Dressel (49,03) Zach Apple (46,95)          | 3:26,78  | 1. srpna 2021     | LOH 2020              | Tokio     |

## Rekordy v dlouhém bazénu (50 m) ženy
| Disciplína               | Plavkyně | Čas      | Datum             | Akce                          | Místo           |
| ------------------------ | --- | -------- | ----------------- | ----------------------------- | --------------- |
| 50 m volný způsob        | Švédsko • Sarah Sjöströmová                                                                                                   | 23,61 sf | 29. července 2023 | MS 2023                       | Fukuoka         |
| 100 m volný způsob       | Švédsko • Sarah Sjöströmová                                                                                                   | 51,71    | 23. července 2017 | MS 2017                       | Budapešť        |
| 200 m volný způsob       | Austrálie • Ariarne Titmusová                                                                                                 | 1:52,23  | 12. června 2024   | Australské olympijské zkoušky | Brisbane        |
| 400 m volný způsob       | Kanada • Summer Mclntoshová                                                                                                   | 3:54,18  | 7. června 2025    | Canadian Trials               | Victoria        |
| 800 m volný způsob       | USA • Katie Ledecká | 8:04,12  | 3. května 2025    | TYR Pro Swim Series           | Fort Lauderdale |
| 1500 m volný způsob      | USA • Katie Ledecká | 15:20,48 | 16. května 2018   | TYR Pro Swim Series           | Indianapolis    |
| 50 m znak                | Austrálie • Kaylee McKeownová                                                                                                 | 26,86    | 20. října 2023    | Světový pohár                 | Budapešť        |
| 100 m znak               | USA • Regan Smithová | 57,13    | 18. června 2024   | Olympijské zkoušky v USA      | Indianapolis    |
| 200 m znak               | Austrálie • Kaylee McKeownová                                                                                                 | 2:03,14  | 20. března 2023   | NSW State Championships       | Sydney          |
| 50 m prsa                | Litva • Rūta Meilutytė | 29,16    | 30. července 2023 | MS 2023                       | Fukuoka         |
| 100 m prsa               | USA • Lilly Kingová | 1:04,13  | 25. července 2017 | MS 2017                       | Budapešť        |
| 200 m prsa               | Rusko • Jevgenija Čikunovová                                                                                                  | 2:17,55  | 21. dubna 2023    | Ruské mistrovství             | Kazaň           |
| 50 m motýlek             | Švédsko • Sarah Sjöströmová                                                                                                   | 24,43    | 5. července 2014  | Švédské mistrovství           | Borås           |
| 100 m motýlek            | USA • Gretchen Walshová | 54,60    | 3. května 2025    | TYR Pro Swim Series           | Fort Lauderdale |
| 200 m motýlek            | Čína • Liou C'-ke | 2:01,81  | 21. října 2009    | Čína                          | Ťi-nan          |
| 200 m Polohový závod     | Kanada • Summer Mclntoshová                                                                                                   | 2:05,70  | 9. června 2025    | Canadian Trials               | Victoria        |
| 400 m Polohový závod     | Kanada • Summer Mclntoshová                                                                                                   | 4:23,65  | 11. června 2025   | Canadian Trials               | Victoria        |
| 4 × 100 m volný způsob   | Austrálie Mollie O'Callaghanová (52,04) Shayna Jacková (51,69) Meg Harrisová (52,29) Emma McKeonová (51,90)                   | 3:27,96  | 23. července 2023 | MS 2023                       | Fukuoka         |
| 4 × 200 m volný způsob   | Austrálie Mollie O'Callaghanová (1:53,66) Shayna Jacková (1:55,63) Brianna Throssellová (1:55,80) Ariarne Titmusová (1:52,41) | 7:37,50  | 27. července 2023 | MS 2023                       | Fukuoka         |
| 4 × 100 m Polohový závod | USA Regan Smithová (57,28) Lilly Kingová (1:04,90) Gretchen Walshová (55,03) Torri Huskeová (52,42)                           | 3:49,63  | 4. srpna 2024     | LOH 2024                      | Paříž           |

## Smíšené štafety (50 m)
| Disciplína               | Plavkyně                                                                                  | Čas     | Datum         | Akce     | Místo     |
| ------------------------ | ----------------------------------------------------------------------------------------- | ------- | ------------- | -------- | --------- |
| 4 × 100 m volný způsob   | USA Jack Alexy (46.91) Patrick Sammon (46.70) Kate Douglass (52.43) Torri Huske (52.44)   | 3:18,48 | 2. srpna 2025 | MS 2025  | Singapore |
| 4 × 100 m Polohový závod | USA Ryan Murphy (52,08) Nic Fink (58,29) Gretchen Walshová (55,18) Torri Huskeová (51,88) | 3:37,43 | 3. srpna 2024 | LOH 2024 | Paříž     |

## Rekordy v krátkém bazénu (25m) muži
| Disciplína               | Plavec                                                                                            | Čas      | Datum              | Místo                 |
| ------------------------ | ------------------------------------------------------------------------------------------------- | -------- | ------------------ | --------------------- |
| 50 m volný způsob        | Kajmanské ostrovy • Jordan Crooks                                                                 | 19,90    | 14. prosince 2024  | Budapešť              |
| 100 m volný způsob       | Austrálie • Kyle Chalmers                                                                         | 44,84    | 29. října 2021     | Kazaň                 |
| 200 m volný způsob       | USA • Luke Hobson                                                                                 | 1:38,61  | 15. prosince 2024  | Budapešť              |
| 400 m volný způsob       | Francie • Yannick Agnel                                                                           | 3:32,25  | 15. listopadu 2012 | Angers                |
| 800 m volný způsob       | Irsko • Daniel Wiffen                                                                             | 7:20,46  | 10. prosince 2023  | Otopeni               |
| 1500 m volný způsob      | Německo • Florian Wellbrock                                                                       | 14:06,88 | 21. prosince 2021  | Abú Zabí              |
| 100 m znak               | USA • Coleman Stewart                                                                             | 48,33    | 29. srpna 2021     | Neapol                |
| 200 m znak               | Austrálie • Mitch Larkin                                                                          | 1:45,63  | 27. listopadu 2015 | Sydney                |
| 50 m prsa                | Turecko • Emre Sakçı                                                                              | 24,95    | 27. prosince 2021  | Gaziantep, Turecko    |
| 100 m prsa               | Bělorusko • Ilja Šimanovič                                                                        | 55,28    | 26. listopadu 2021 | Eindhoven, Nizozemsko |
| 200 m prsa               | Rusko • Kirill Prigoda                                                                            | 2:00,16  | 13. prosince 2018  | Chang-čou, Čína       |
| 50 m motýlek             | Švýcarsko • Noè Ponti                                                                             | 21,32    | 11. prosince 2024  | Budapešť, Maďarsko    |
| 100 m motýlek            | Švýcarsko • Noè Ponti                                                                             | 47,71    | 14. prosince 2024  | Budapešť, Maďarsko    |
| 200 m motýlek            | Japonsko • Tomoru Honda                                                                           | 1:46,85  | 22. října 2022     | Tokio, Japonsko       |
| 100 m Polohový závod     | USA • Caeleb Dressel                                                                              | 49,28    | 22. listopadu 2020 | Budapešť, Maďarsko    |
| 200 m Polohový závod     | Francie • Léon Marchand                                                                           | 1:48,88  | 1. listopadu 2024  | Singapur              |
| 400 m Polohový závod     | Japonsko • Daiya Seto                                                                             | 3:54,81  | 20. prosince 2019  | Las Vegas             |
| 4 × 100 m volný způsob   | USA •Jack Alexy (45,05) Luke Hobson (45,18) Kieran Smith (46,01) Chris Guiliano (45,42)           | 3:01,66  | 10. prosince 2024  | Budapešť              |
| 4 × 200 m volný způsob   | USA • Luke Hobson (1:38,91) Carson Foster (1:40,77) Shaine Casas (1:40,34) Kieran Smith (1:40,49) | 6:40,51  | 13. prosince 2024  | Budapešť              |
| 4 × 100 m Polohový závod | Rusko • Miron Lifincev (49,31) Kirill Prigoda (55,15) Andrej Minakov (48,80) Jegor Korněv (45,42) | 3:18,68  | 15. prosince 2024  | Budapešť              |

## Rekordy v krátkém bazénu (25m) ženy
| Disciplína               | Plavkyně | Čas      | Datum             | Místo        |
| ------------------------ | --- | -------- | ----------------- | ------------ |
| 50 m volný způsob        | USA • Gretchen Walshová                                                                                         | 22,83    | 15. prosince 2024 | Budapešť     |
| 100 m volný způsob       | Austrálie • Cate Campbellová                                                                                    | 50,25    | 26. října 2017    | Adelaide     |
| 200 m volný způsob       | Hongkong • Siobhán Haugheyová                                                                                   | 1:50,31  | 16. prosince 2021 | Abú Zabí     |
| 400 m volný způsob       | Kanada • Summer McIntoshová                                                                                     | 3:50,25  | 10. prosince 2024 | Budapešť     |
| 800 m volný způsob       | USA • Katie Ledecká                                                                                             | 7:57,42  | 5. listopadu 2022 | Indianapolis |
| 1500 m volný způsob      | USA • Katie Ledecká                                                                                             | 15:08,24 | 29. října 2022    | Toronto      |
| 50 m znak                | USA • Regan Smithová                                                                                            | 25,23    | 13. prosince 2024 | Budapešť     |
| 100 m znak               | USA • Regan Smithová                                                                                            | 54,02    | 15. prosince 2024 | Budapešť     |
| 200 m znak               | USA • Regan Smithová                                                                                            | 1:58,04  | 15. prosince 2024 | Budapešť     |
| 50 m prsa                | Litva • Rūta Meilutytė                                                                                          | 28,37 sf | 17. prosince 2022 | Melbourne    |
| 100 m prsa               | Litva • Rūta Meilutytė                                                                                          | 1:02,36  | 12. října 2013    | Moskva       |
| 200 m prsa               | USA • Kate Douglassová                                                                                          | 2:12,50  | 13. prosince 2024 | Budapešť     |
| 50 m motýlek             | USA • Gretchen Walshová                                                                                         | 23,94 sf | 10. prosince 2024 | Budapešť     |
| 100 m motýlek            | USA • Gretchen Walshová                                                                                         | 52,71    | 14. prosince 2024 | Budapešť     |
| 200 m motýlek            | Kanada • Summer McIntoshová                                                                                     | 1:59,32  | 12. prosince 2024 | Budapešť     |
| 100 m Polohový závod     | USA • Gretchen Walshová                                                                                         | 55,11    | 13. prosince 2024 | Budapešť     |
| 200 m Polohový závod     | USA • Kate Douglassová                                                                                          | 2:01,63  | 10. prosince 2024 | Budapešt     |
| 400 m Polohový závod     | Kanada • Summer McIntoshová                                                                                     | 4:15,48  | 14. prosince 2024 | Budapešť     |
| 4 × 100 m volný způsob   | USA • Kate Douglassová (50,95) Katharine Berkoffová (51,38) Alex Shackellová (52,01) Gretchen Walshová (50,67)  | 3:25,01  | 10. prosince 2024 | Budapešť     |
| 4 × 200 m volný způsob   | USA • Alex Walshová (1:53,25) Paige Maddenová (1:53,18) Katie Grimesová (1:53,39) Claire Weinsteinová (1:50,31) | 7:30,13  | 12. prosince 2024 | Budapešť     |
| 4 × 100 m Polohový závod | USA • Regan Smithová (54,02) Lilly Kingová (1:03,02) Gretchen Walshová (52,84) Kate Douglassová (50,53)         | 3:40,41  | 15. prosince 2024 | Budapešť     |

## Smíšené štafety (25 m)
| Disciplína               | Plavkyně | Čas     | Datum             | Akce    | Místo     |
| ------------------------ | --- | ------- | ----------------- | ------- | --------- |
| 4 × 50 m volný způsob    | Francie Maxime Grousset (20,92) Florent Manaudou (20,26) Béryl Gastaldellová (23,00) Mélanie Heniqueová (23,15) | 1:27,33 | 16. prosince 2022 | MS 2022 | Melbourne |
| 4 × 50 m Polohový závod  | USA Ryan Murphy (22,37) Nic Fink (24,96) Kate Douglassová (24,09) Torri Huskeová (23,73)                        | 1:35,15 | 14. prosince 2022 | MS 2022 | Melbourne |
| 4 × 100 m Polohový závod | Rusko Miron Lifincev (48,90) Kirill Prigoda (54,86) Arina Surkovová (55,63) Darija Klepikovová (51,08)          | 3:30,47 | 14. prosince 2024 | MS 2024 | Budapešť  |